# Stinská slatina
Stinská slatina je přírodní rezervace v oblasti Poloniny na Slovensku.
Nachází se v katastrálním území obce Zboj v okrese Snina v Prešovském kraji. Území bylo vyhlášeno či novelizováno v roce 1988 na rozloze 2,7600 ha. Ochranné pásmo nebylo stanoveno.